# Charlotte Church
Charlotte Maria Church, geboren als Charlotte Maria Reed (Llandaff (Wales), 21 februari 1986) is een Britse zangeres en presentatrice.

## Biografie
Ze werd geboren als Charlotte Maria Reed, maar werd in 1998 geadopteerd door haar stiefvader en heet sindsdien Charlotte Maria Church.
Ze kreeg haar eerste platencontract aangeboden toen ze 12 jaar oud was en werd wereldberoemd met haar debuutalbum Voice of an Angel (1998). Haar daarop volgende albums waren Charlotte Church (1999), Dream a Dream (2000) en Enchantment (2001). In juli 2005 verscheen het popalbum Tissues and Issues. Sinds 1 september 2006 presenteert ze The Charlotte Church Show.
Zij staat niet alleen in de belangstelling door haar muziek, maar ook vanwege haar relatie met de rugbyspeler Gavin Henson. Zij hebben samen twee kinderen en gingen, twee maanden na het bekendmaken van hun verloving en na enkele jaren samen te zijn geweest, in mei 2010 uit elkaar.

## Discography
Studioalbums
- Voice of an Angel (1998)
- Charlotte Church (1999)
- Dream a Dream (2000)
- Enchantment (2001)